# Квінт Мінуцій Ферм
Квінт Мінуцій Ферм (лат. Quintus Minucius Thermus; ? — 188 до н. е.) — політичний, державний та військовий діяч Римської республіки, консул 193 року до н. е.

## Життєпис
Походив з впливового плебейського роду Мінуціїв. Кар'єру розпочав під час Другої Пунічної війни. У 202 році до н. е. став військовим трибуном. Узяв участь в африканській кампанії під орудою Публія Корнелія Сципіона. Звитяжно бився при Замі, захищаючи лівих фланг.
У 201 році до н. е. обрано народним трибуном. На цій посаді домігся прийняття рішення щодо продовження повноважень Сципіона в Африці. У 198 році до н. е. його обрано курульним еділом. У 197 році до н. е. призначено до колегії тріумвірів щодо облаштування колоній у Кампанії (Путеоли, Волтурн, Літерн, Салерн, Буксент).
У 196 році до н. е. обрано претором. Як провінцію отримав Ближню Іспанію. Тут здобув перемогу над повсталими іберійськими племенами бударами й бесадінами при Турді, за що отримав від римського сенату право на тріумф. У 194 році до н. е. знову приєднався до тріумвірів, що займалися облаштування колоній у Кампанії.
У 193 році до н. е. обрано консулом разом з Луцієм Корнелієм Мерулою. У 192–190 роках до н. е. як проконсул керував Лігурією, де придушив повстання племен. За це знову отримав право на тріумф.
З 189 до 188 року до н. е. входив до сенатської комісії, яка займалася укладанням миру з Антіохом III, царем Сирії. На зворотньому путі у 188 році до н. е. Мінуція було вбито розбійниками у Фракії.